# Regne d'Elakurty
El regne d'Elakurty fou un estat vassall dels Kakatiyes creat a la segona meitat del segle xii.

## Fundació

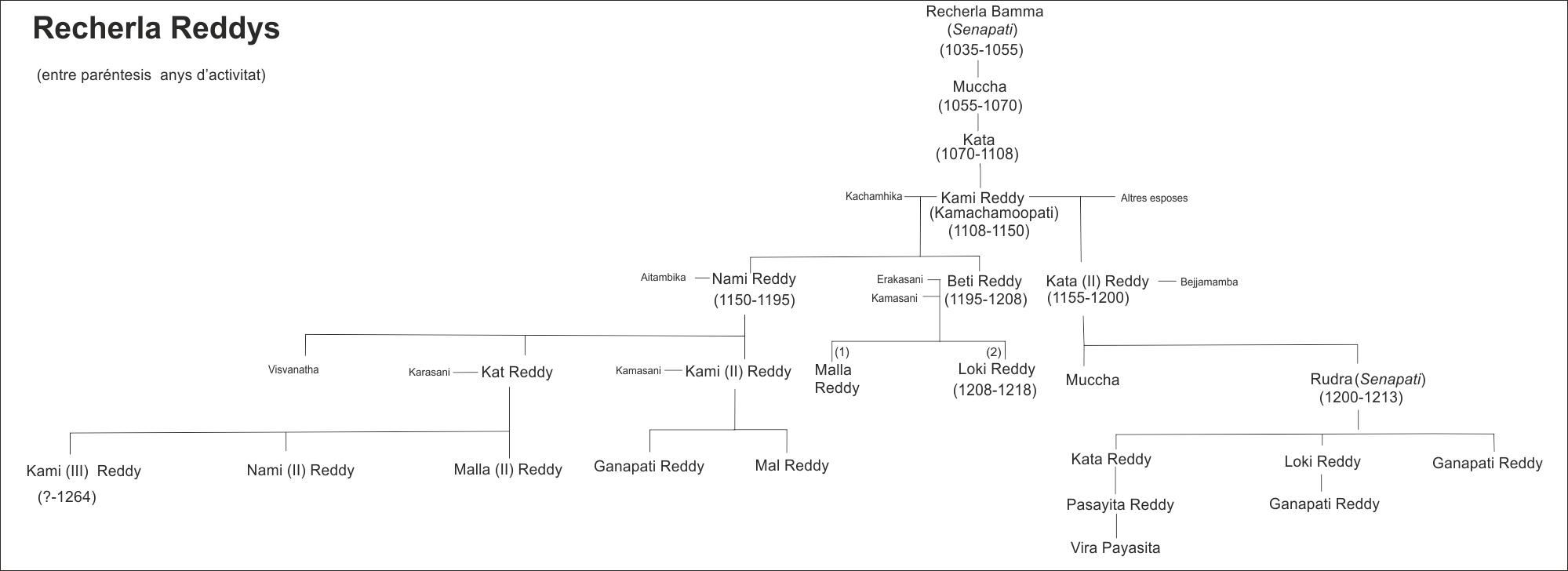
Recherla Reddys genealogy

Quan Rudra I va pujar al tron Kakatiya (a la mort de Prolaraja II) entre 1158 i 1163, aviat va atacar el regne de Kandur i el va ocupar. Kata Senani va participar en les operacions militars. Més tard Rudra I (també apareix com Rudradeva) va combatre contra el regne de Polavasa, el va derrotar igual que a l'exèrcit de Jagaddeva, fill de Medaraja, de la dinastia Venugontakula de Madhava, que acudia en ajut del rei de Polavasa. Més tard Rudra I va conquerir totes les terres dels Chalukya de Kalyani més amunt de Zaheerabad i les va annexionar al seu regne. Durant aquestes batalles Kata Senani va mostrar valentia i coratge, cosa que va complaure a Rudradeva, que li va cedir les regions de Elukurty, Machapur, Narsampet, Huzoorabad i Mulugu i va fer d'ell el seu més alt governant subordinat. Kata Senani va establir el regne subordinat de Recherla amb Elukurty com a capital. Aquesta regió s'estenia fins a Orugallu. També va posar als seus germans Beti Reddy i Nami Reddy al servei del kakatiya Rudradeva com a generals del seu exèrcit. Rudradeva els va cedir (junts) les regions d'Amanagallu, Pillalamarri, Nagulapadu i Miryalaguda. Kata Senani va fer diversos acords amb els seus germans pel govern d'aquests territoris de manera permanent i hereditària. Amb això la dinastia Recherla va passar a estar formada per dos regnes subordinats. Recherla Kata Senani II que va esdevenir rei a Elakurty fou famós com a primer rei del regne Recherla que va començar de manera efectiva en ell. El regne de Kata Senani els seus descendents fou conegut com a regne d'Elakurty i les regions dels seus germans Beti i Nami Reddy i els seus descendents foren el regne de Pillalamarri (ja que la capital fou Pillalamarri al districte de Nalgonda). Cinc generacions familiars van regir els regnes.

## Història
A Kata II, casat amb Bejjamamba el va succeir en el tron d'Elakurty, el seu fill Muccha Senani que apareix en la inscripció del seu germà petit Recherla Rudra (o Rudra Senani). Va servir al kakatiya Rudradeva i fou succeït pel seu germà esmentat.
Recherla Rudra (esmentat a finals del segle xi i la primera meitat del xii), un gran general dels exèrcits Kakatiyes que va portar el títol de Senapati, servint a tres reis: Rudra I (fins 1195) Maha Deva (1195-1199) i Ganapati (1199–1260 o 1262). Abans del 1995, al final del regnat, Rudra I va enviar al general Recherla Rudra per sotmetre al cap Bottu de Koravi. També cap al final del regnat Rudra es va enfrontar a la dinastia Seuna o Yadava (Iadava) de Devagiri i se sap que fou derrotat i mort en una batalla contra el rei Seuna Jaitrapala I en la que el seu nebot Ganapati va caure presoner. Rudra va deixar un regne poderós amb relacions matrimonials amb els principals caps feudataris dels Chalukya de Vengi, com els Coles i els Natavadis. El va succeir el seu germà petit Mahadeva que només va governar tres anys i mig durant els quals va enviar una expedició al regne Iadava per venjar a Rudra i alliberar al seu fill Ganapati, però va perdre la vida en la batalla i el senapati Recherla Rudra va agafar la regència en nom del presoner Ganapati. És possible que Recherla tingués part en la derrota doncs van esclatar desordres i molts nobles es van revoltar. Diversos estats veïns van intentar conquerir el regne, especialment el rei Nagati dels Chalukya de Mudigonda i el Chalukya-Cola, emperador Kulottunga III, que van envair el país; però Recherla Rudra va salvar el regne de la caiguda; els seus títols de Kakatjyarajyabharadhaureya i Kakatirajyasamartha indiquen que portava l'administració en nom del rei presoner, que finalment fou alliberat al cap de no gaire temps (vers 1202), per la generositat del rei Jaitrapala I que temia un atac des de Warangal en cas d'un conflicte amb els Hoysales al sud. No consta la participació del general Recherla Rudra en els èxits posteriors del rei Ganapatideva, excepte en la invasió de Kalinga, però és possible que fos important. Recherla Rudra fou el gran governant de la seva dinastia i va construir el temple de Ramappa.
Després de Rudra el va succeir el seu fill gran Loki Reddy Chamupati que va construir els temples de Rudreswara, Anaischara, Lokeswara i Ganeswara a Elakurty i va deixar algunes inscripcions. Després de Loka Chamupati va pujar al tron el seu germà Ganapati Reddy (o Pedda Ganapati Chamupati). Va servir sota el rei Kakatiya Ganapati i va participar en les invasions de Kalinga i Vengi.
A la mort de Pedda Ganapati, el seu germà Kata Senani Reddy va pujar al tron. El rei kakatiya Ganapati li va cedir la regió de Mandadi. Va deixar dues inscripcions a Machchapur i Dichkunta. La inscripció de Dharmaraopet i la de Vennakunta de Machcha Reddy en dona alguns detalls.
El següent en el tron fou Ganapati Reddy, fill de Loka Reddy Chamupati. Va participar en moltes batalles junt amb el seu pare i avi i fou conegut com a guerrer. L'esmenta la inscripció d'Elakurty. A la seva mort el va succeir el seu cosí Pasayita Senani Reddy que va servir al reu kakatiya Ganapati com a cap de l'exèrcit.
A la mort de Pasayita el va succeir el seu fill Vira Pasayita Senani. El seu ministre fou Soma Mantri autor de la inscripció de Dharmaraopet. Els nom de tres dinasties són esmentats en ella: la Kakatiya des de Prolaraja II a Ganapatideva; la Recharla Reddy de Elakurty des de Recherla Rudra a Vira Pasayita i la família de Soma Mantri. Sembla que Vira Pasayita fou el darrer governant del regne d'Elakurty. La història posterior no és coneguda però cal suposar que va caure en mans dels musulmans cap al final del primer terç del segle xiv.

## Reis
- Kata I (II), vers 1200
- Muccha, vers 1210
- Rudra, vers 1225
- Loki (o Loka), vers 1250
- Pedda Ganapati, vers 1260
- Kata (II), vers 1270
- Ganapati, vers 1280
- Pasayita, vers 1300
- Vira Pasayita, vers 1325